# Regencia Kotabaru
La regencia de Kotabaru es una de las nueve regencias de la provincia indonesia de Kalimantan del Sur. Tiene una superficie de 9.482,73 km² y una población para mediados de 2017 de 331.326 habitantes. 
La capital administrativa es la ciudad de Kotabaru en el extremo norte de la isla de Laut, la isla más grande de la costa de Kalimantan. Actualmente está en construcción un puente para conectar la isla de Laut con Batulicin, en el Kalimantan continental. 
La regencia de Kotabaru está dividida en veinte distritos (kecamatan)